# Miquel Cambó de Gayolà
Miquel Cambó de Gayolà, conegut per Barrancot, va ser un popular capitost carlí durant la Tercera guerra carlina.
Segon fill de Francesc Cambó Puig i de Caterina de Gayolà, una adinerada família de Besalú, heretà el patrimoni familiar quan el seu germà gran Ramon, que havia de ser avi del conegut mecenes i polític Francesc Cambó i Batlle, va ser desheretat.
D'idees carlines per tradició familiar, Miquel fou dels primers en alçar-se en armes quan va esclatar la tercera guerra civil del segle xix. Amb el sobrenom de Barrancot, sostingué tossudament la guerra en la zona de la Garrotxa i amb un radi d'acció que arribava als Pirineus, entre les muntanyes de Rocabruna, Talaxà i Bassegoda.
L'any 1873, li fou encarregat l'acompanyament de la Infanta Maria de les Neus de Bragança quan va passar de França a Espanya per la Muga i el seu sojorn a la masia de can Passola a Sales de Llierca i al poble de la Miana. Sembla que el 21 de febrer d'aquell mateix any patí una desfeta i morí a conseqüència de les ferides patides, tot i que altres fonts afirmen que es presentà a indult l'octubre del 1875 a Besalú.